# Dimitrov (Armenia)
Dimitrov (in armeno Դիմիտրով?, fino al 1949 Ghuylasar Nerkin) è un comune dell'Armenia di 1 179 abitanti (2008) della provincia di Ararat.
Il nome della cittadina deriva dal politico bulgaro Georgi Dimitrov.